# Rhaphidophora
Rhaphidophora é um género botânico pertencente à família Araceae.

## Espécies
- Rhaphidophora decursiva
- Rhaphidophora falcifolium
- Rhaphidophora foraminifera
- Rhaphidophora merrillii
- Rhaphidophora montana
- Rhaphidophora nobile
- Rhaphidophora obliquata
- Rhaphidophora pteropoda
- Rhaphidophora sylvestris
- Rhaphidophora tetrasperma